# Thylacoleonidae
De Thylacoleonidae (buidelleeuwen) zijn een familie van uitgestorven carnivore buideldieren van het Australische continent. Ze leefden van het Oligoceen tot in het Pleistoceen. Ze zijn verwant aan de hedendaagse koala's en wombats. Het geslacht Thylacoleo is de naamgever van de familie.

## Kenmerken
De leden van de Thylacoleonidae leken op echte leeuwen, hoewel er een aantal duidelijke verschillen waren. Het belangrijkste verschil was het feit dat ze een buidel hadden. Verder hadden leden van de familie geen lange hoektanden, maar sterk vergrote snijtanden. Eerst werd gedacht dat die snijtanden gebruikt werden om noten te kraken, maar de slijtage en de vorm van de kiezen laten zien dat leden van de Thylacoleonidae vleeseters waren. De hoektanden zelf waren erg klein.

## Ontwikkeling
Priscileo pitikantensis uit het Laat-Oligoceen is de oudst bekende buidelleeuw. De familie had in het Mioceen de grootste diversiteit met vier bekende geslachten, Enigmaleo, Microleo, Lekaneleo en Wakaleo. Fossielen van deze dieren zijn gevonden in Riversleigh in het noordwesten van Queensland. Door hun verschillende formaat namen deze drie buidelleeuwen verschillende ecologische niches in. Thylacoleo ontwikkelde zich in het Plioceen en overleefde tot in het Laat-Pleistoceen, als tijdgenoot van de eerste mensen in Australië.